# Alex Coletti
Alex Coletti – były producent wykonawczy oraz reżyser koncertów MTV. Obecnie pełni rolę niezależnego producenta muzycznego. Pochodzi z Brooklynu, jest absolwentem tamtejszego Brooklyn College. Zajmował się produkcją koncertów z serii MTV Unplugged, a także pięciokrotnie był reżyserem gali MTV Video Music Awards. Za swoją pracę włożoną w organizację oraz realizację koncertów unplugged, był trzykrotnie nominowany do nagrody Emmy. Zajmował się produkcją koncertów unplugged takich artystów jak Oasis, George Michael, Eric Clapton, Nirvana, Alice in Chains, Korn czy Kiss.
Coletti został laureatem nagrody Emmy w kategorii producent wykonawczy w roku 2007. W roku 2009 jego firma produkcyjna Alex Coletti Productions była odpowiedzialna za produkcję show Spectacle: Elvis Costello With...